# Rugiërs

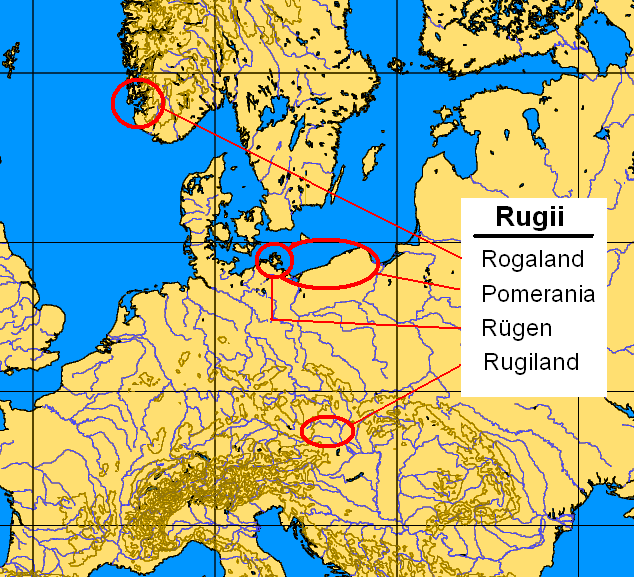
Vestigingsplaatsen van de Rugiërs: Rogaland, Pomerania (sinds de 1e eeuw), Rugiland, Oostenrijk (5e eeuw); Rügen

De Rugiërs (Engels: Rugii) waren een Oost-Germaans volk dat oorspronkelijk in Noorwegen, en later in een gebied tussen de Oder en de Wisła woonde. Vandaar werden zij verdreven toen de Goten verschenen vanuit Scandinavië.
Ze waren een oud en wijs volk, ze hielden niet erg van geweld maar hadden wel de technologie om de beste zwaarden en wapens te vervaardigen. De schilden van de Rugiërs werden van staal gemaakt en met leer bekleed. Slaven hielden ze niet en ze handelden in gouderts en hun mooiste voorwerpen.
De Rugiërs verbleven een tijdlang in Pommeren, waar de naam van het eiland Rügen nog aan hun verblijf doet herinneren. In het begin van de 4e eeuw trokken zij zuidwaarts en vestigden zich aan de bovenloop van de Tisza in wat nu modern Hongarije is. Zij werden later vazallen van de Hunnen en namen deel aan Attila's campagnes in 451, maar na diens dood kwamen zij in opstand en zagen kans tussen 480 en 482 zich meester te maken van Vindelicia en het gedeelte van Noricum (nu Oostenrijk) dat aan de Donau lag. Onder leiding van Feva vestigden zij hier een eigen koninkrijk. De koning van Italië Odoaker liet twee strafexpedities tegen de Rugiërs houden en behaalde beide keren een overwinning. In 488 werd hun rijk door Odoaker vernietigd. De Rugiërs sloten zich daarop aan bij de Ostrogoten. Zij steunden de Ostrogotische koning Theodorik de Grote toen deze Italië in 489 binnenviel. In Italië vormden zij een eigen legeronderdeel. Ze verdwenen tezamen met de Ostrogoten uit de geschiedenis in de tweede helft van de 6e eeuw.
Alemannen · Ambivarieten · Ambronen · Ampsivaren · Angelen · Angrivariërs · Asdingen · Baemi · Bajuwaren · Bastarnen · Bataven · Bourgondiërs · Bructeren · Cananefaten · Chamaven · Chasuarii · Chatten · Chattuarii · Chauken · Cherusken · Cimbren · Cugerni · Dulgubnii · Fosi · Franken · Frisii · Gepiden · Goten · Harii · Helisiërs · Hermunduren · Herulen · Juten · Lakringen · Lemoviërs · Longobarden · Lugiërs · Manimiërs · Marcomannen · Marobudui · Marsi · Mattiakken · Naharvalen · Nemeten · Nerviërs · Ostrogoten · Quaden · Rugiërs · Saksen · Semnonen · Silingen · Sitones · Skiren · Sueben · Sugambren · Suiones · Tencteren · Teutonen · Toxandriërs · Triboken · Tubanten · Tudri · Tungri · Ubiërs · Usipeten · Vandalen · Vangionen · Visigoten · Volcae · Warnen
Germani cisrhenani:
Caerosi · Condrusi · Eburonen · Paemani · Segni
Stamverenigingen:
Herminones · Ingvaeones · Istvaeones